# Trachyarus decipiens
Trachyarus decipiens är en stekelart som beskrevs av Gokhman 2007. Trachyarus decipiens ingår i släktet Trachyarus och familjen brokparasitsteklar. Inga underarter finns listade i Catalogue of Life.